# Slamet
O Monte Slamet ou Gunung Slamet é um estratovulcão ativo na ilha de Java, na província de Java Central. Tem 3428 m de altitude e 3284 m de proeminência topográfica, sendo a 65.ª montanha mais proeminente do mundo.
O Slamet tem 36 cones vulcânicos sobre os flancos sudeste e nordeste, e um só cone no flanco ocidental. Há quatro crateras no cume. A sua última erupção decorreu de março a setembro de 2014.